# Violante d'Aragona (1310)
Violante d'Aragona (Barcellona, ottobre 1310 – Pedrola, 1353) fu una principessa aragonese.

## Biografia
Era l'ultima figlia del re Giacomo II di Aragona e della terza consorte Bianca di Napoli, figlia del re Carlo II d'Angiò.
Le notizie sull'infanta Violante sono scarse.
Il primo matrimonio venne celebrato nel febbraio del 1329 con Filippo (1300-1330), despota di Romania e figlio di Filippo I d'Angiò. Quando suo marito venne assassinato il 17 maggio 1330, Violante fece ritorno in Catalogna.
A Lerida nel 1339 vennero celebrate le sue seconde nozze con il nobile Lope de Luna, signore di Segorbe, appartenente ad una delle principali famiglie del Regno di Aragona.
Entrambi i matrimoni rimasero senza figli.

## Ascendenza
|                        |                 |                       | Genitori                           |  |  | Nonni |  |  | Bisnonni             |  |  | Trisnonni            |  |
|                        |                 |                       |                                    |  |  |       |  |  | Giacomo I di Aragona |  |  | Pietro II di Aragona |  |
|                        |                 |                       |                                    |  |  |       |  |  | Giacomo I di Aragona |  |  | Pietro II di Aragona |  |
|                        |                 | Maria di Montpellier  |                                    |  |  |       |  |  | Giacomo I di Aragona |  |  |                      |  |
| Pietro III d'Aragona   |                 |                       |                                    |  |  |       |  |  | Giacomo I di Aragona |  |  |                      |  |
|                        |                 | Iolanda d'Ungheria    | Andrea II d'Ungheria               |  |  |       |  |  |                      |  |  |                      |  |
|                        |                 | Iolanda d'Ungheria    | Andrea II d'Ungheria               |  |  |       |  |  |                      |  |  |                      |  |
|                        |                 | Iolanda d'Ungheria    | Iolanda di Courtenay               |  |  |       |  |  |                      |  |  |                      |  |
| Giacomo II di Aragona  |                 | Iolanda d'Ungheria    |                                    |  |  |       |  |  |                      |  |  |                      |  |
|                        |                 | Manfredi di Sicilia   | Federico II di Svevia              |  |  |       |  |  |                      |  |  |                      |  |
|                        |                 | Manfredi di Sicilia   | Federico II di Svevia              |  |  |       |  |  |                      |  |  |                      |  |
|                        |                 | Manfredi di Sicilia   | Bianca Lancia                      |  |  |       |  |  |                      |  |  |                      |  |
| Costanza di Sicilia    |                 | Manfredi di Sicilia   |                                    |  |  |       |  |  |                      |  |  |                      |  |
|                        |                 | Beatrice di Savoia    | Amedeo IV di Savoia                |  |  |       |  |  |                      |  |  |                      |  |
|                        |                 | Beatrice di Savoia    | Amedeo IV di Savoia                |  |  |       |  |  |                      |  |  |                      |  |
|                        |                 | Beatrice di Savoia    | Margherita di Borgogna             |  |  |       |  |  |                      |  |  |                      |  |
| Violante d'Aragona     |                 | Beatrice di Savoia    |                                    |  |  |       |  |  |                      |  |  |                      |  |
|                        | Carlo I d'Angiò | Luigi VIII di Francia |                                    |  |  |       |  |  |                      |  |  |                      |  |
|                        | Carlo I d'Angiò | Luigi VIII di Francia |                                    |  |  |       |  |  |                      |  |  |                      |  |
|                        | Carlo I d'Angiò | Bianca di Castiglia   |                                    |  |  |       |  |  |                      |  |  |                      |  |
| Carlo II d'Angiò       | Carlo I d'Angiò |                       |                                    |  |  |       |  |  |                      |  |  |                      |  |
|                        |                 | Beatrice di Provenza  | Raimondo Berengario IV di Provenza |  |  |       |  |  |                      |  |  |                      |  |
|                        |                 | Beatrice di Provenza  | Raimondo Berengario IV di Provenza |  |  |       |  |  |                      |  |  |                      |  |
|                        |                 | Beatrice di Provenza  | Beatrice di Savoia                 |  |  |       |  |  |                      |  |  |                      |  |
| Bianca di Napoli       |                 | Beatrice di Provenza  |                                    |  |  |       |  |  |                      |  |  |                      |  |
|                        |                 | Stefano V d'Ungheria  | Béla IV d'Ungheria                 |  |  |       |  |  |                      |  |  |                      |  |
|                        |                 | Stefano V d'Ungheria  | Béla IV d'Ungheria                 |  |  |       |  |  |                      |  |  |                      |  |
|                        |                 | Stefano V d'Ungheria  | Maria Laskarina                    |  |  |       |  |  |                      |  |  |                      |  |
| Maria Arpad d'Ungheria |                 | Stefano V d'Ungheria  |                                    |  |  |       |  |  |                      |  |  |                      |  |
|                        |                 | Elisabetta dei Cumani | Köten, re dei Cumani               |  |  |       |  |  |                      |  |  |                      |  |
|                        |                 | Elisabetta dei Cumani | Köten, re dei Cumani               |  |  |       |  |  |                      |  |  |                      |  |
|                        |                 | Elisabetta dei Cumani | …                                  |  |  |       |  |  |                      |  |  |                      |  |
|                        |                 | Elisabetta dei Cumani |                                    |  |  |       |  |  |                      |  |  |                      |  |